# Agrostis transmorrisonensis
Agrostis transmorrisonensis é uma espécie de gramínea do gênero Agrostis, pertencente à família Poaceae.